# Brockel
Brockel település Németországban, azon belül Alsó-Szászország tartományban. Lakosainak száma 1407 fő (2023. december 31.).

## Népesség
A település népességének változása:
| Lakosok száma | 1306 | 1340 | 1346 | 1407 | 1408 | 1407 |
|               | 2016 | 2017 | 2019 | 2021 | 2022 | 2023 |